# ジャパンラグビートップリーグ
ジャパンラグビートップリーグは、日本における社会人ラグビーユニオン（15人制）の全国リーグである。名称に「リーグ」が含まれるが、13人制のラグビーリーグの競技会ではない。以前の各地域リーグと全国社会人ラグビーフットボール大会が発展解消し、2003-2004シーズンから発足し、2021年シーズンまで行われた。翌シーズンからは事実上後継のジャパンラグビーリーグワンが行われている。
16チームによるリーグ戦、リーグ戦上位4チームによるトーナメントのトップリーグプレーオフからなる。秩父宮ラグビー場、東大阪市花園ラグビー場など全国各地で行なわれていた。

## 概要

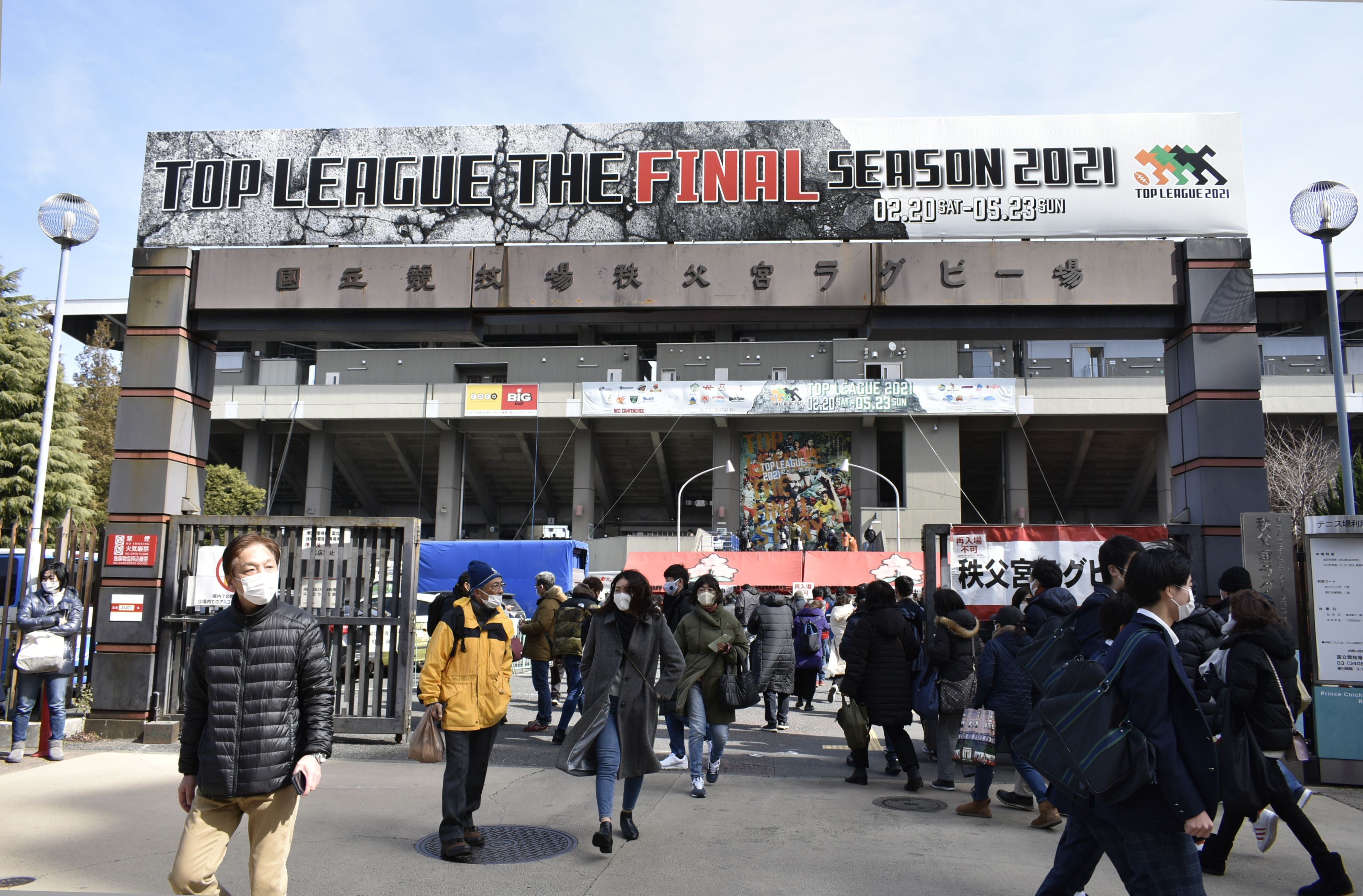
秩父宮ラグビー場（2021年2月27日撮影）

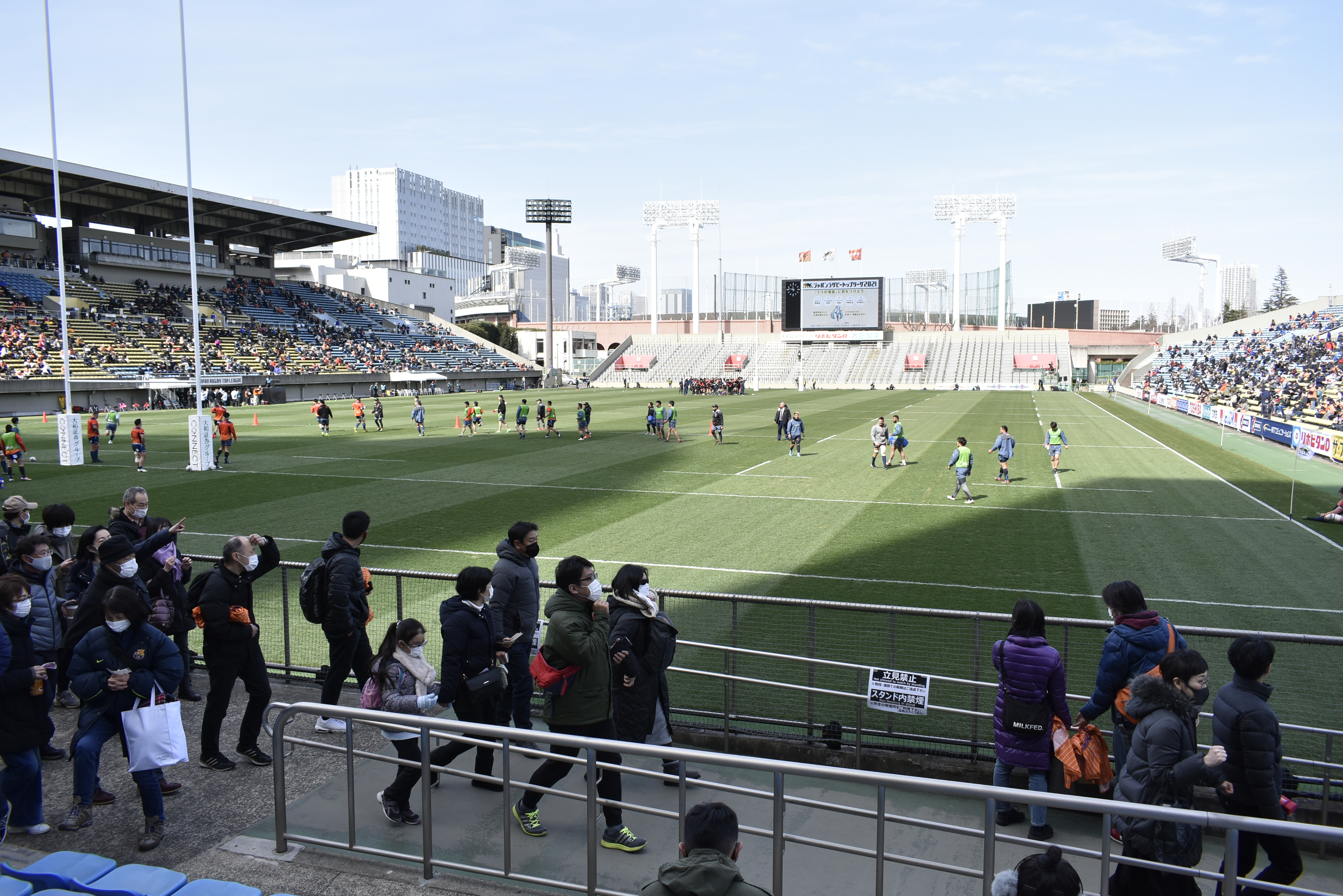
秩父宮ラグビー場（2021年2月27日撮影）

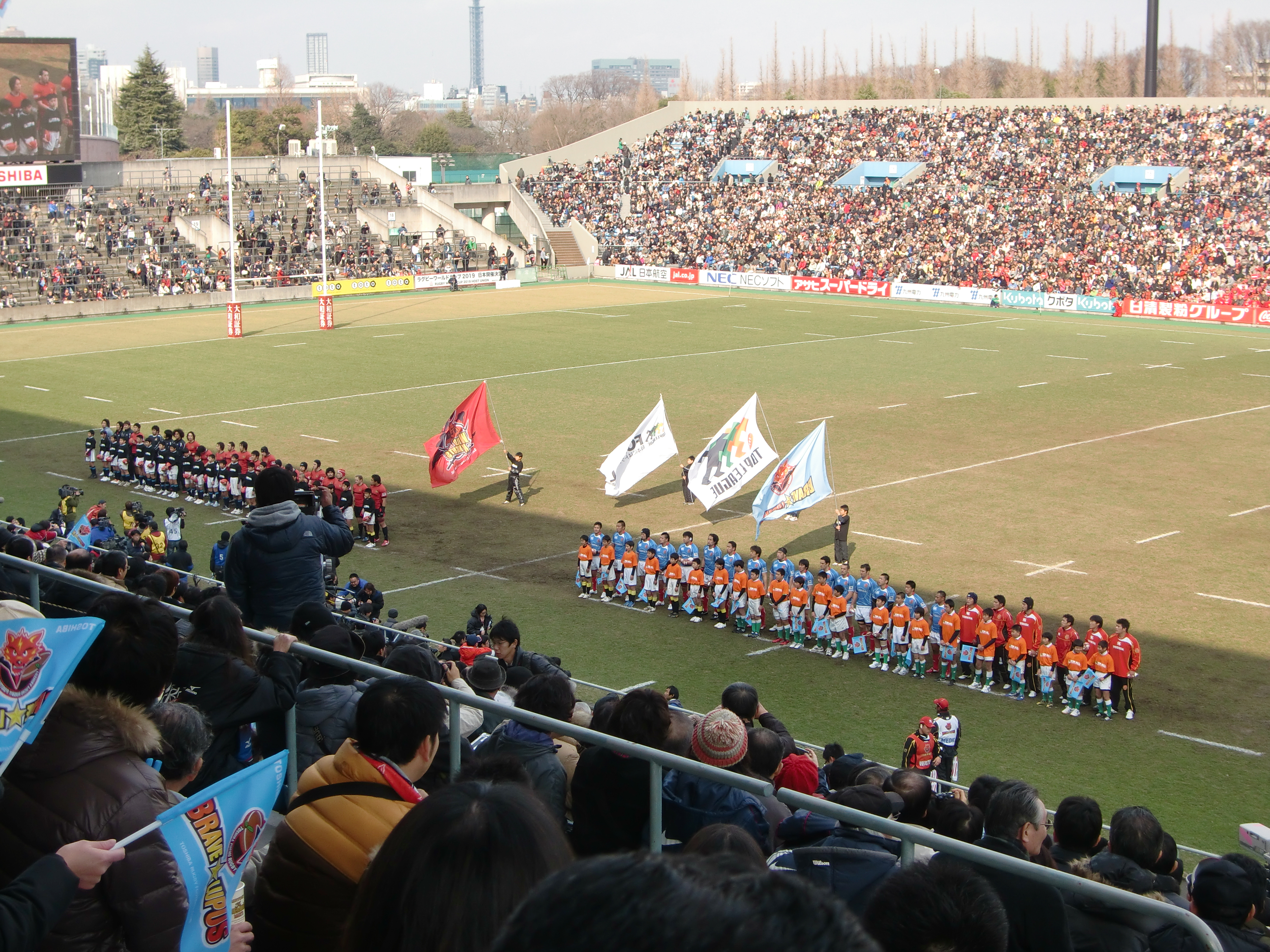
トップリーグ09-10最終戦東芝対三洋の試合前のシーン

ジャパンラグビートップリーグは、全国の社会人チームの強豪が一堂に会し、高レベルな試合を増やし、日本ラグビーの活性化につなげる事を目的として発足されたものである。2002年5月に日本ラグビーフットボール協会より発表された。
初年度参加チームは、
1. 2002年度東日本・関西・西日本の各地域リーグ1位
2. 「第55回全国社会人大会」予選プール上位2チーム
3. 上記1・2で選出されたチーム数により下記の方法で決定。
  1. 上記での選出チームが8チームの場合、残り4チームは第55回全国社会人大会予選プール3位チームとする。
  2. 上記での選出チームが9～11チームの場合、残りの1～3チームは第55回全国社会人大会予選プール3位チーム間の総当たり戦で出場決定戦を行う。

によって決定された。
1.よりサントリー・ヤマハ発動機・サニックスの3チーム、2.より三洋電機・近鉄・NEC・リコー・東芝府中・神戸製鋼が参戦を決めた。3.については1.のチームがすべて3位以内だったため、サニックスを除く3位であるクボタ・ワールド・セコムの3チームが残りの枠に入った。
そして2003年9月13日、国立競技場におけるサントリーvs神戸製鋼でトップリーグ開幕。
2005-2006シーズンまでは、トップリーグとマイクロソフトカップは別個の大会であったが、2006-2007シーズンからは、トップリーグのプレーオフとしてマイクロソフトカップを開催することとなり（2008-2009シーズンまで）、これまでのトップリーグ、マイクロソフトカップ、日本選手権の3冠から、トップリーグ（マイクロソフトカップ）、日本選手権の2冠となる。2007-2008シーズンからタイムキーパー制が採用された。
ジャパンラグビートップリーグはプロ契約選手が主流だが、まだ会社員選手も多く、完全なプロリーグとは言えない。 しかし、ほとんどのチームはシーズン中は社業に就くことがほとんどなく、ラグビーに専念でき、オフシーズンも社業をしながら練習するチームが多く、ジャパンラグビートップリーグの開催時期がスーパーラグビーのシーズンオフであることから、外国人選手の参加も多い。かつては、移籍する際には元の契約チームから「移籍承諾書」を日本ラグビー協会宛てに発行してもらわない限り、新しいチームでの1年目は出場できかったが、2018年2月にこの規約は撤廃されている。
2020年3月9日、日本ラグビーフットボール協会は、日野レッドドルフィンズ所属選手が違法薬物使用容疑で逮捕され、活動を無期限に自粛することを受け、コンプライアンス教育を徹底して行うため、3月14日-29日間の計24試合を休止することを決めた。23日にはCOVID19 (新型コロナウィルス感染症)の影響でトップリーグ2020大会そのものが中止となり、順位不成立となった。

### 新リーグの再編への動き
2017-18シーズンより、トップリーグと地域リーグの中間に、実質的な2部リーグとして「ジャパンラグビートップチャレンジリーグ」が8チームで創設された。
なお2019-20シーズンはラグビーワールドカップ開催のため2020年1月から5月に開催し、2020-21シーズン以降は企業主体のセミプロを維持しつつ、トップチャレンジリーグを含めたリーグ再編（これを「トップリーグネクスト構想」という）を行い、各8クラブずつの実力別3部リーグ制への移行を予定している。またその1部リーグを「トップリーグエイト」とする仮称案もある。
これについて、トップリーグは、実力が拮抗した試合を提供し試合の質を上げることや、日本代表の強化期間を増やし、新たにワールドラグビーが2022年から設ける予定の国際大会「ネーションズチャンピオンシップ」が7-11月に行われること を想定し、それとの重複を避けるという観点もあったが、試合方式の折り合いがつかないため、2022年の創設は断念し、当面の間無期限延期となった。
その後、2019年7月28日に開催されたSPORTS X Conference 2019で日本ラグビーフットボール協会の清宮克幸副会長は、上記のトップリーグの3部制移行とは別に、2021年秋にラグビー新リーグを創設することを明らかにした。JリーグやB.LEAGUEのように地域密着のクラブを中心としたプロチームにしていくことで調整しており、ラグビーワールドカップ2019開催地の12都市を中心にスタートする予定である。また国外からの有力なスター選手が参加しやすくするため、リーグ戦の期間は従前のトップリーグと同様9月～翌年1月を想定し、スーパーラグビーとの重複を避けたいとしている。トップリーグはプロリーグの傘下に置かれるアマチュアカテゴリーとして維持することも検討されている。
さらにその後の2019年12月23日、新リーグ準備委員会の会合で、新リーグの発足を2021-22年シーズンに目指すことと、一部の参加クラブから、完全なプロ化に消極的・反対する意見も多くあったことから、完全プロ化を前提とはしない、従前のプロ・アマ混在型で、リーグ戦のシステムなどについては現リーグ加盟クラブをはじめとする小委員会で検討を始めるとした。
2020年1月15日、日本ラグビー協会の理事会において2021年秋に新リーグを創設することを決定。チーム数は、現行リーグの16チームからは削減される見通しとなり、新リーグの参入要件としてホームエリアの選定やスタジアムの確保などを求めていく方針である。検討されたリーグのプロ化については、岩渕健輔専務理事が「リーグの運営はプロになる」と表明したが、清宮克幸副会長は「チームの法人化は参入要件に入れていない」としたうえで、選手の身分については社員兼務の選手を認めるという。
2020年7月1日、日本ラグビー協会がオンライン会見を行い、トップリーグ全16チームとトップチャレンジリーグ全8チーム、及びトップキュウシュウA所属の中国電力レッドレグリオンズの25チームが新リーグへの参加を申請したと発表。新型コロナウイルス感染拡大の影響で当初予定していた2021年秋から後ろ倒しされ、2022年1月の開幕を目指す予定。リーグは3部制とし、1部は12チーム、2部は7チーム、3部は6チームで開催する。2021年4月に新リーグ運営法人を発足させ、6月には2021年のトップリーグ最終成績を加味した上で、各チームのディビジョン分け、新リーグの名称を発表する予定。
1部リーグは12チームを前年度の成績などに基づき6チームずつ×2組に分け、ホスト・アンド・ビジター（ホーム・アンド・アウェーと同じ 以下H&Aとする）方式を採用し、同一グループとは2回戦総当たり（H&A各5試合）、グループ別交流戦は1回戦総当たり（HorA各3試合）の36試合で行い、その総合勝ち点をもって順位を決定する。上位チームには国外の強豪チームとの強化試合である「クロスボーダーマッチ」の出場権を与える。また当初は成績面での自動昇・降格とはせず、上部リーグの成績下位と、下部リーグの成績上位の複数のチームが入れ替え戦を行うことも想定している。
しかし、スポーツニッポン紙によると、1部12チームで行う判断基準として挙げた「僅差の試合を増やす」という点を考えた際、スポニチがまとめた統計で、30点差以上の大差がつくワンサイドゲームとなる率は、8チームが7.1%、10チームが11.1%であるのに対し、12チーム参加だと19.7%に跳ね上がり、5試合に1試合のペースでワンサイドゲームとなる可能性が高く、それが強化面で寄与するかという点で疑念が残るとして日本ラグビーフットボール協会が考えたフォーマット決定のポイントの一つである「高質で均衡した試合の醸成」という点のみを考えると、さらにチーム数を減らして8-10チームが適正なチーム数ではないかとする見解が示されている。
その後2021年5月に、コカ・コーラレッドスパークスが2021シーズンを最後に活動を終了し、新リーグ加盟申請を取り下げて事実上休部に入ることが発表された。
2021年7月16日、新リーグ名「JAPAN RUGBY LEAGUE ONE（ジャパンラグビーリーグワン）」とディビジョン分けが発表された。

## 試合方法

### 2020-2021シーズン
リーグ再編前 最後の大会となるため、トップチャレンジリーグとの一体化を図る。

#### ファーストステージ（リーグ戦）
16チームを大会が成立した2018-19年度シーズンの順位に応じて、2組8チームづつに振り分け、各組内での1回戦総当たり（7試合）を行う。
- レッドカンファレンス　サントリー、トヨタ自動車、NTTコム、クボタ、Honda、東芝、宗像サニックス、三菱相模原
- ホワイトカンファレンス　神戸製鋼、ヤマハ発動機、パナソニック、リコー、NEC、キヤノン、日野、NTTドコモ

スケジュール変更により2021年2月20日に開幕したものの、都市部を中心にコロナウィルス感染再拡大中の状況であり、各自治体や国からの要請に伴い全試合が観客数に制限を設けて開催された。第6節の1試合が該当1チームに感染者が出た関係で中止となり規定により該当の両チームに勝点2が付与された。

#### プレーオフトーナメント
当初は「セカンドステージ」と題して1次リーグの成績を参考として、さらに下部リーグのチャレンジリーグ2020-21年度シーズンの上位4位までのチームを加え、20チームを5チームづつ4組に分けての1回総当たり（4試合）を行う予定を組んでいた。
- プールA　ファーストSのレッド1・5位、ホワイト4・8位、チャレンジリーグ4位
- プールB　ファーストSのホワイト1・5位、レッド4・8位、チャレンジリーグ3位
- プールC　ファーストSのレッド2・6位、ホワイト3・7位、チャレンジリーグ2位
- プールD　ファーストSのホワイト2・6位、レッド3・7位、チャレンジリーグ1位

各組2位までの8チームがプレーオフに進出するという予定だった。
その後コロナの感染拡大に伴う日程の変更により「セカンドステージ」のグループリーグが割愛され、トップリーグの16チーム+チャレンジリーグ上位4チームの20チームによるトーナメント戦に変更され、リーグ戦同様に全試合が観客数に制限を設けて開催された。トーナメント準々決勝以降の試合日程及び試合会場は当初のプレーオフでの予定と同様に開催されたが準々決勝の1試合（静岡・エコパスタジアム）が出場1チームに感染者が多数発生し試合日にメンバーが揃わなくなり中止となった他（後日相手チームの準決勝進出が発表された）、準決勝の2試合は開催地の大阪府に試合当日緊急事態宣言が発令されており、かつ感染急拡大中であった状況を勘案し無観客にて開催された。

### 過去の試合方式

#### 2003-2004シーズンから2012-2013シーズン
レギュラーシーズンは全チームとの1回総当りである（各チームのホームタウンでの試合もあるが、ホーム・アンド・アウェーという形ではない）。トップリーグのリーグ戦では勝ち点制度が採用されている。（2005-2006シーズンまではリーグ戦のみでその順位で優勝チームを決定）
勝利チーム： 4点
引き分け： 2点
負けチーム： 0点
ボーナスポイント
7点差以内で敗れた場合： 1点
勝敗に関らず4トライ以上を挙げた場合： 1点
リーグ戦の上位4チームがプレーオフトーナメントへと進む。
プレーオフでは80分終えた時点で決着が付かない場合、トライ数・ゴール数で勝ち上がりチーム決め、それも並んだ場合は10分ハーフの延長戦を行う（2006-2007シーズン以降）。なお、延長戦を終えても同点の場合は、準決勝では抽選を行い、決勝戦は両者優勝となる。

#### 2013-2014シーズン・2014-2015シーズン
レギュラーシーズンが下記のような2プール2ステージ制のリーグ戦に変更される。
これまでの全チーム総当たりの方式ではなくなり、2ndステージは1stステージの順位によって組み合わせが変わる形式となった。
- 1stステージ

前シーズントップリーグの1/4/5/8/9/12/13位と前シーズントップチャレンジ1の1位をプールA、前シーズントップリーグの2/3/6/7/10/11/14/15位をプールBに割り当て（入れ替え戦でトップチャレンジ1のチームが勝利した場合は、勝利したトップリーグチームの順位のプールに入る）、各プール内で1回戦総当たりのリーグ戦を行う。
各試合ごとにボーナスポイント付きの勝ち点（前年までと同様）を与え、勝ち点→全試合の得失点差→当該チーム間の得失点差→1試合平均のトライ数→トライ後のゴール数→抽選により順位を決定する。
1stステージの順位で2ndステージのグループ分けが決まるため、この時点で年間順位の8位以上か9位以下かが確定する（後述）。
- 2ndステージ

1stステージ各プールの1-4位（計8チーム）をグループA、5-8位（計8チーム）をグループBに割り当て、各グループ1回戦総当たりのリーグ戦を行う。
1stステージで得た勝ち点は一旦クリアされ、1stステージの順位に応じて4-1ポイントのボーナスポイントを付与し、改めて勝ち点（前年までと同様）を競う。
- 最終順位決定方法

2ndステージのグループAの順位を1-8位、グループBの順位を9-16位とする（従って、年間の総勝ち点にかかわらず、グループAのチームが9位以下に、あるいはグループBのチームが8位以上になることはない）。
グループA上位4チームにてプレーオフトーナメントを行い、優勝チームが年間1位、準優勝チームが年間2位、準決勝敗退チームは同率3位となる。
日本選手権出場チームは、従来通りグループAのベスト4は自動的に進出とし、5-12位（グループAの下位4チームとグループBの上位4チーム）の8チームがワイルドカードトーナメントを行い、2チームが日本選手権へ出場する（後述の詳細参照）。

#### 2015-2016シーズン
2015-16年度は、ラグビー日本代表が9-10月のラグビーワールドカップ、および2016年3月開幕のスーパーラグビーへの参加の関係で日程が短縮されたため、2ndステージ（1stステージの成績を基に組み分けを決定）を廃止し、1stステージ（試合方式、組み分けの決定は前シーズンと同じ）を行った後、その成績を基に上位・下位それぞれ4チームずつの8チームによる決勝・順位決定トーナメントを開催して順位を決める。
日本選手権もこの変則日程のために一発勝負に戻ることになったため、同シーズンのトップリーグ優勝チームが社会人代表として進出する方式に変更となった他、地域1部リーグへの降格についても、通常トップリーグ通算最下位（16位）とトップチャレンジ1の優勝クラブとで行われる自動入れ替えを休止し、トップリーグ13-16位の4クラブと、トップチャレンジ1傘下の4チームによる入れ替え戦を行うことにした。

#### 2016-2017シーズン
2015-2016シーズンまで行われていたグループ制、並びにポストシーズンを廃止し、16チーム1回総当たり（全15節）のリーグ戦のみで優勝を決定する。また、当年度はラグビーワールドカップ日本大会の開催が予定されている全国12の自治体と、初開催となる福井県を含め、全国33都道府県の47球場を舞台とし、過去最大級の規模で開催される。
また、競技規則が大幅に改定されている。これはトップリーグを世界基準に合わせて競技レベルの向上を図るとともに、一部ルールをスーパーラグビーのレギュレーションに準じた物を採用することによるもの。
- ハーフタイム　従来10分以内だったものを12分以内に改正（延長）
- 勝ち点の一部変更　「勝敗に関係なく4トライ以上を獲得したチームに勝ち点1をボーナス点として付与」だったものを「勝敗に関係なく相手より3トライ差以上を獲得したチームに勝ち点1をボーナス点として付与」に改正（基本勝ち点の勝ち4・引き分け2・負け0と、7点差以内の負けであった場合のボーナス点1は変更なし）
- 順位決定の方法について　新たに勝ち点が同じ場合「リーグ戦全試合の勝ち星の多いチームを上位にする」ことを追加。また、地域リーグへの降格については2014-2015シーズンの方式（2017-2018シーズンよりリーグ戦16位がトップチャレンジリーグに自動降格、代わってトップチャレンジリーグの優勝チームが昇格。13-15位はトップチャレンジリーグの2-4位チームとの入れ替え戦へ回る）[27] に戻される。
- 外国籍選手
  - 外国籍枠については試合へのエントリー人数の制限はしないが、同時出場は2名まで（但し、アジア枠、特別枠の各1名ずつは除く）
  - 新たに特別枠として、ワールドラグビーの「協議に関する規定第8条」に定める「ナショナルチームでプレーする資格に準じて、当該年度6月末時点で、他国の代表になっていない外国人選手」の登録を認める。
  - 6月末までにアジア枠・特別枠を外国籍枠と同時に登録することができる。ただし、選手としてアジア枠、特別枠で同時出場できるのは各1名のみを限度とする。
  - アジア枠・特別枠はチーム事情により外国籍の扱いとしての出場も可能とするが、この場合でも「外国籍枠2人・アジア枠・特別枠各1名」は変わらないものとみなす

#### 2017-2018シーズン
サンウルブズ、並びに日本代表の強化期間・試合日程の都合により、2015-16シーズン以来となる2カンファレンスのリーグ戦およびポストシーズン（総合順位決定トーナメント）で行われる。
前シーズントップリーグの1/4/5/8/9/12/13位と前シーズントップチャレンジ1の1位をレッドカンファレンス、前シーズントップリーグの2/3/6/7/10/11/14/15位をホワイトカンファレンスに割り当て各カンファレンス内で1回戦総当たりのリーグ戦7試合と、別カンファレンスのチームとの交流戦6試合の合計13試合を行う。
各カンファレンスの成績に応じて総合順位決定トーナメントの出場カテゴリーが決まり、上位2チームずつがラグビー日本選手権を兼ねた1-4位決定トーナメントに進む。また各カンファレンスの3・4位チームが5-8位決定トーナメント、5・6位チームが9-12位決定トーナメント、7・8位チームが13-16位決定トーナメントに進み、13-16位決定トーナメントに進んだ4チームは入れ替え戦出場または自動降格（16位）となる。

#### 2018-2019シーズン
2シーズン連続で2カンファレンスのリーグ戦およびポストシーズン（総合順位決定トーナメント）で行われるが、2019年9月に日本でラグビーワールドカップが開催されるため、日本代表選手の強化期間を確保するため、昨シーズン（2017-2018シーズン）より1カ月開催期間を短縮した。
前シーズントップリーグの1/4/5/8/9/12/13位と前シーズントップチャレンジリーグ2位をレッドカンファレンス、前シーズントップリーグの2/3/6/7/10/11/14位と前シーズントップチャレンジリーグ1位をホワイトカンファレンスに割り当て各カンファレンス内で1回戦総当たりのリーグ戦7試合を行う。
各カンファレンスの成績に応じて総合順位決定トーナメントの出場カテゴリーが決まり、上位4チームずつが1-8位決定トーナメントに進む。なお、このトーナメントの準決勝・3位決定戦・決勝はラグビー日本選手権を兼ねる。また各カンファレンスの5位以下のチームが9-16位決定トーナメントに進み、このトーナメントの1回戦で敗れた4チームはトップリーグ入れ替え戦出場となる。

#### 2019-2020シーズン
同年度はラグビーワールドカップ2019の日本開催に伴い、2020年1月12日から5月9日の期間での開催とし、2016-2017シーズン以来3年ぶりに16チーム1回総当たりリーグを行って、それをもとに優勝を決定する。日本選手権大会は2020年5月23日、30日にトップリーグ1位～4位のチームでトーナメント戦が開催される それぞれの予定だったが、2019‐2020シーズンは新型コロナの世界的大流行により、2月23日でシーズン打ち切りとなったため、同シーズンは全最終順位なしとなる結果となった。

### プレーオフ

#### 現在の方式

##### 2020-2021シーズン
2020-21年度シーズンのセカンドステージ（トップリーグ16チーム＋チャレンジリーグ上位4チームを5チーム×4組に分ける）の総当たりで2位までの合計8チームがプレーオフに進出する。1回戦の組分けは
- A1位対C2位
- B2位対D1位
- C1位対A2位
- D2位対B1位

以後はトーナメント方式で行い、決勝戦を勝利したチームが優勝となる。

#### 過去の方式

##### マイクロソフトカップ・トップ8トーナメント
2003-2004シーズンから2005-2006シーズンまで行われたカップ戦。冠スポンサーは日本マイクロソフト。トップリーグの終了時点での上位8チームによって争われるトーナメント。対戦カードはトップリーグ終了時に組み合わせ抽選会をして決定する。但し1,2位チームは決勝まで直接対決しないよう組み合わせを配慮している。開催時期などから全国社会人ラグビーフットボール大会の後継大会と言える。（大会自体の継続性はない）。またこの大会はリーグ戦とは別の大会（カップ戦）という位置づけで、優勝チームはリーグ戦とは別個で表彰された。MVPは優勝チームから選ばれる。
上記の通り、リーグ戦とトップ8の優勝が異なったのは第1回だけだった。

##### トップリーグプレーオフ
2006-2007シーズンより行われたプレーオフ。トップリーグの終了時点での上位4チームによって争われるトーナメント。対戦カードはトップリーグの1位対4位、2位対3位が1回戦を行い、勝者は決勝に進出する。上記「トップ8」と異なるのは、レギュラーシーズンを予選リーグ、プレーオフを順位決定戦として連続したものとしたため、優勝チームがその年のトップリーグ王者となる。
2008-2009シーズンまでは「マイクロソフトカップ」として施行されたが、2009-2010シーズンから2013-2014シーズンまでは同社撤退のため冠なしの「プレーオフトーナメント」として施行、2014-2015シーズンよりLIXILが新たに協賛に入り「プレーオフトーナメント　LIXIL CUP」として開催され、優勝チームにはシャーレとLIXILCUPの像が贈呈された。
2015-2016シーズン限りで一度廃止され、総当たりリーグ戦の成績で優勝を決定する方式に変更になったが、2017-2018・2018-2019シーズンは上記詳述の通り2グループ制採用により、これまで別大会として行われていたラグビー日本選手権と兼ねて行われた。2カンファレンス制で行われるリーグ戦の各カンファレンス成績上位2チームの合計4チームが出場。トーナメントで優勝を争い優勝チームがリーグ優勝及びラグビー日本選手権優勝チームとなる。
2019-2020シーズンは2015-2016シーズン以来の総当たり制に戻すためリーグ優勝プレーオフは行われず、日本選手権の開催については当初未定となっていたが後日トップリーグ終了後にリーグ戦上位4チームによるトーナメントで開催される事が発表された。しかし新型コロナウィルスの感染拡大のためリーグ戦の打ち切りに続き日本選手権も取りやめとなった。

### カップ戦
2015-2016、2018-2019、2019-2020の各シーズンはラグビーワールドカップの開催に伴う、ラグビー日本代表強化や、スーパーラグビーの日本チームであるヒトコミュニケーションズ・サンウルブズの試合日程の確保の観点から、リーグ戦の日程が変則的となったため、リーグ戦とは別枠のカップ戦を開催している。

#### プレシーズンリーグ（2015-2016シーズン）
上記の通り、2015-16年シーズンは2015年ラグビーワールドカップの開催、並びにスーパーラグビー参加に伴う日程の大幅変更・短縮に伴い、トップリーグ主催の新たな公式戦、かつ開幕前のプレシーズンマッチとする位置づけで「トップリーグ プレシーズンリーグ2015」と題したカップ戦をリーグ開幕前の9月4日-10月11日に実施する
開催概要
2015-16年シーズンのトップリーグ参加16チームを4チームずつ4組に分けての1回総当たりのプールリーグ（予選リーグ）と、プールリーグの成績を参考に決定する順位決定トーナメントからなる。
プールリーグ
グループ分け
順位決定方法
- 各グループ4チームずつによる1回総当たり。勝ち点の配点はレギュラーシーズンの方式に倣う。
- 勝ち点の多い順番（同勝ち点の場合は得失点差→当該チーム直接対決における勝ち点→3チーム以上が同点の場合は3チームの得失点差の多い順→総トライ数（試合が行われず不戦勝となった場合は1試合平均のトライ数を7試合相当に換算して比較）→トライ後のゴール数の多いチーム→抽選の順番で1-4位を決定し、順位決定トーナメントの進出カテゴリーを決める。

順位決定トーナメント
プールリーグ終了時点における成績を参考に、
（1位4チーム）カップトーナメント=1-4位決定戦
（2位4チーム）プレートトーナメント=5-8位決定戦
（3位4チーム）ボウルトーナメント=9-12位決定戦
（4位4チーム）シールドトーナメント=13-16位決定戦
の4つの組に分かれて順位決定トーナメントを行い、各トーナメントの決勝戦勝利チームをそれぞれのカテゴリーの優勝チームとして表彰する。なお総合順位は、それぞれのトーナメントの結果に基づき決定する。
また同点の場合は、サドンデス延長戦（先にトライ、ドロップゴール、ペナルティーゴールのいずれかで得点を挙げたチームの勝利でその場で試合終了）→それで決着がつかない場合はキッキングコンペティションと題したゴールキック合戦 を行い勝者を決定する。

#### トップリーグカップ（2018-2019シーズン）
2018-2019シーズンは前述した通り、2019ラグビーワールドカップの開催準備と日本代表強化期間確保の観点から開催期間が短いため、日本代表に選出されなかった選手を中心に11月と1月にジャパンラグビートップリーグカップ2018-2019（仮称）を開催することになった。開催要項及びルールは2015-2016年シーズンに行われた「トップリーグ プレシーズンリーグ2015」と同じである。
開催要項
- 2018-2019年シーズンのトップリーグ参加16チームを4チームずつ4組に分けての1回総当たりのプールリーグ（予選リーグ）と、プールリーグの成績を参考に決定する順位決定トーナメントからなる。

プールリーグ
グループ分け
順位決定方法
- 各グループ4チームずつによる1回総当たり。勝ち点の配点はレギュラーシーズンの方式に倣う。
- 勝ち点の多い順番（同勝ち点の場合は得失点差→当該チーム直接対決における勝ち点→3チーム以上が同点の場合は3チームの得失点差の多い順→総トライ数（試合が行われず不戦勝となった場合は1試合平均のトライ数を7試合相当に換算して比較）→トライ後のゴール数の多いチーム→抽選の順番で1-4位を決定し、順位決定トーナメントの進出カテゴリーを決める。

順位決定トーナメント
プールリーグ終了時点における成績を参考に、
（1位4チーム）=1-4位決定戦
（2位4チーム）=5-8位決定戦
（3位4チーム）=9-12位決定戦
（4位4チーム）=13-16位決定戦
の4つの組に分かれて順位決定トーナメントを行い、各トーナメントの決勝戦勝利チームをそれぞれのカテゴリーの優勝チームとして表彰する。なお総合順位は、それぞれのトーナメントの結果に基づき決定する。
また同点の場合は、サドンデス延長戦（先にトライ、ドロップゴール、ペナルティーゴールのいずれかで得点を挙げたチームの勝利でその場で試合終了）→それで決着がつかない場合はキッキングコンペティションと題したゴールキック合戦を行い勝者を決定する。

#### トップリーグカップ（2019-2020シーズン）
2019-2020年シーズンはリーグ戦に先立ち、夏季の6月から8月に、トップリーグカップ2019を開催した。
プールリーグ戦の組み合わせの決め方
- 本年度はトップリーグの16クラブ、トップチャレンジの8クラブを加えた24クラブが出場、6チーム×4組に分けてのプール戦（グループリーグ）を行う。
- プール戦の構成はトップリーグ4：トップチャレンジ2で配分し、2018-2019年度のリーグ戦の成績を参考として、バンドと呼ばれるシード順を決定する。
  - バンド1（第1シード）　2018-19トップリーグ第1-4位
  - バンド2（第2シード）　同第5-8位
  - バンド3（第3シード）　同第9-12位
  - バンド4（第4シード）　同第13-16位
  - バンド5（第5シード）　2018-19トップチャレンジ第1-4位
  - バンド6（第6シード）　同第5-8位
- プール戦は上記のシードを参考として組み合わせ抽選を行い、各組6チームの1回総当たり5試合を行う。
- 各組第1位の4クラブが決勝トーナメント進出。3位決定戦は行わない。なお決勝トーナメントでの同点時の扱いは基本的に2015-2016、2018-2019の両シーズンの大会に同文である。

## 日本選手権の出場について
日本ラグビーフットボール選手権大会には大会開始当初は、トップリーグの優勝から3位までに入ったチームとトップ8トーナメント優勝チームおよび下部リーグの「トップ・チャレンジ」1位グループリーグで優勝したチームに出場権が与えられていた。但し、トップリーグ上位3チームがマイクロソフトカップを制した場合にはトップリーグ4位チームが繰り上げ出場、トップリーグとマイクロソフトカップの2冠を達成した場合には、マイクロソフトカップ優勝枠にトップリーグ2位チームが入るという仕組みであった。2003-2004年度はトップリーグ上位8チームと入替戦プレーオフにコマを進めた下部リーグの6チームが参加できたが、大会のレギュレーション変更で見直しとなった。
2009-10年度から、第4位まで（マイクロソフトカップ・プレーオフ出場チーム）の無条件出場は従来どおりだが、5位から12位までのチームは「ワイルドカードプレーオフ」と題したトーナメントを開催し、そこで勝ち抜いた2チームが出場権を得る。（2011-12年度までは5位から8位までもしくは5位から10位までのチームのみで行われた。）
トップリーグ上位進出チーム（プレーオフ決勝進出の2チーム以外）は2回戦から、プレーオフ決勝進出の2チームは準決勝から登場する。ステップラダートーナメントが採用されている。なお2012-13年度まで出場できたトップチャレンジ1位グループ優勝チームは1回戦から出場していたが、全国大学ラグビー選手権大会の上位出場枠の拡大のため廃止された。
2015-2016年度は日本選手権が19季ぶりに社会人 VS 大学によるワンマッチシステムで行われるためトップリーグ優勝チームのみの出場だった。2016-2017年度はトップリーグから3チームの出場となる。2017年度以降はトップリーグ順位決定トーナメントの準決勝以降の3試合を日本選手権と兼ねる形として開催された。（2019年度は開催中止）

## 入れ替え制度（トップリーグ・チャレンジシリーズ）
トップリーグとジャパンラグビートップチャレンジリーグ（2016-2017シーズンまでは各地域リーグ）間の入れ替えは自動昇降格と入れ替え戦によるものだが、シーズンによって形式が異なる。

### 2003-2004・2004-2005シーズン
| 順位                  | 結果                              |
| --------------------- | --------------------------------- |
| トップリーグ9位       | トップチャレンジ2 1位と入れ替え戦 |
| トップリーグ10位      | トップチャレンジ1 3位と入れ替え戦 |
| トップリーグ11位      | 地域リーグへ自動降格              |
| トップリーグ12位      | 地域リーグへ自動降格              |
| トップチャレンジ1 1位 | トップリーグへ自動昇格            |
| トップチャレンジ1 2位 | トップリーグへ自動昇格            |
| トップチャレンジ1 3位 | トップリーグ10位と入れ替え戦      |
| トップチャレンジ2 1位 | トップリーグ9位と入れ替え戦       |

- トップリーグの2部リーグとして地域リーグを創設。地域リーグは、東北地区が対象の「トップノース」、関東地域が対象の「トップイースト10」、関西地域が対象の「トップウェスト」、九州・四国が対象の「トップキュウシュウ」の4つが創設された。
- 地域リーグ創設に伴い、トップリーグと地域リーグ間でのチームの入れ替えを実施。自動降格枠が「2」、入れ替え戦枠が「2」とされた。
- トップノースを除いた3つの地域リーグの1位チームが総当りリーグ戦の1位プレーオフ「トップチャレンジ1」に進出。1位と2位がトップリーグへ自動昇格、3位はトップリーグ10位チームとの入れ替え戦に回る。またウェスト・キュウシュウの2位チームと代表決定戦勝利チーム（後述）による総当りリーグ戦の2位プレーオフ「トップチャレンジ2」の1位はトップリーグ9位のチームと入れ替え戦を行う。
- トップチャレンジ2代表決定プレーオフ
  - トップイースト10の2位・3位チームとトップノースの優勝チームの合計3チームで争われる。開催方式はステップラダー式トーナメントの代表決定プレーオフ。イースト10の2位チームはシード、イースト10の3位チームとノースの優勝チームが1回戦を行い、その勝者とイースト10の2位チームが代表決定戦を行う。その勝利チームがトップイーストの2位扱いでトップチャレンジ2の出場権を得る。

### 2005-2006シーズン
| 順位                  | 結果                              |
| --------------------- | --------------------------------- |
| トップリーグ9位       | トップチャレンジ2 3位と入れ替え戦 |
| トップリーグ10位      | トップチャレンジ2 2位と入れ替え戦 |
| トップリーグ11位      | トップチャレンジ2 1位と入れ替え戦 |
| トップリーグ12位      | トップチャレンジ1 3位と入れ替え戦 |
| トップチャレンジ1 1位 | トップリーグへ自動昇格            |
| トップチャレンジ1 2位 | トップリーグへ自動昇格            |
| トップチャレンジ1 3位 | トップリーグ12位と入れ替え戦      |
| トップチャレンジ2 1位 | トップリーグ11位と入れ替え戦      |
| トップチャレンジ2 2位 | トップリーグ10位と入れ替え戦      |
| トップチャレンジ2 3位 | トップリーグ9位と入れ替え戦       |

- トップリーグのチーム数が12チームから14チームに拡大することから自動降格はなし、入れ替え戦枠が「4」に変更。これまで同様「トップチャレンジ1」の1位と2位がトップリーグへ自動昇格、トップチャレンジ1の3位に加えトップチャレンジ2全3チームの合計4チームが入れ替え戦に回る。

### 2006-2007〜2009-2010シーズン
| 順位                  | 結果                              |
| --------------------- | --------------------------------- |
| トップリーグ11位      | トップチャレンジ2 1位と入れ替え戦 |
| トップリーグ12位      | トップチャレンジ1 3位と入れ替え戦 |
| トップリーグ13位      | 地域リーグへ自動降格              |
| トップリーグ14位      | 地域リーグへ自動降格              |
| トップチャレンジ1 1位 | トップリーグへ自動昇格            |
| トップチャレンジ1 2位 | トップリーグへ自動昇格            |
| トップチャレンジ1 3位 | トップリーグ12位と入れ替え戦      |
| トップチャレンジ2 1位 | トップリーグ11位と入れ替え戦      |

- 自動降格枠「2」、入れ替え戦枠「2」に再び変更。トップリーグの自動降格枠は13位・14位、入れ替え戦枠は11位・12位が該当。トップチャレンジは変わらず。
- 2006年からトップイーストはチーム数が1チーム増えたため名称が「トップイースト11」に名称変更、またトップノースとトップイーストとの代表決定プレーオフは廃止され、トップチャレンジ2への出場チームはイースト・ウェスト・キュウシュウの2位チームになった。なおトップノースは2008年をもって休止され地域リーグは3つとなった。

### 2010-2011・2011-2012シーズン
| 順位                  | 結果                              |
| --------------------- | --------------------------------- |
| トップリーグ11位      | トップチャレンジ1 4位と入れ替え戦 |
| トップリーグ12位      | トップチャレンジ1 3位と入れ替え戦 |
| トップリーグ13位      | 地域リーグへ自動降格              |
| トップリーグ14位      | 地域リーグへ自動降格              |
| トップチャレンジ1 1位 | トップリーグへ自動昇格            |
| トップチャレンジ1 2位 | トップリーグへ自動昇格            |
| トップチャレンジ1 3位 | トップリーグ12位と入れ替え戦      |
| トップチャレンジ1 4位 | トップリーグ11位と入れ替え戦      |

- この年から、「トップチャレンジ」の方式が変更された。
  - これまでトップチャレンジ1・トップチャレンジ2は同時開催であったが、まずトップチャレンジ2を先に開催、そこで1位になったチームがトップチャレンジ1に進むことになった。これによりトップチャレンジ1は4チーム総当たりに変更。
  - 「トップチャレンジ」の方式変更に伴い、これまでトップリーグは13位の入れ替え戦の相手はトップチャレンジ2の1位だったが、トップチャレンジ1の4位に変更となった。なお従来どおりトップチャレンジ2の2位、3位は地域リーグ残留となる。
- この方式変更に伴い、トップチャレンジ2の1位チームがトップチャレンジ1の成績によってはいきなりトップリーグへ自動昇格することも可能となった。実際、2010-2011シーズンではホンダヒートがトップチャレンジ2を優勝した後、トップチャレンジ1でも2位に入り自動昇格を決めている。

### 2012-2013シーズン
| 順位                  | 結果                              |
| --------------------- | --------------------------------- |
| トップリーグ13位      | トップチャレンジ1 4位と入れ替え戦 |
| トップリーグ14位      | トップチャレンジ1 3位と入れ替え戦 |
| トップチャレンジ1 1位 | トップリーグへ自動昇格            |
| トップチャレンジ1 2位 | トップリーグへ自動昇格            |
| トップチャレンジ1 3位 | トップリーグ14位と入れ替え戦      |
| トップチャレンジ1 4位 | トップリーグ13位と入れ替え戦      |

- トップリーグのチーム数が14チームから16チームに拡大するため自動降格はなし、入れ替え戦枠「2」に変更。トップリーグの13位・14位のチームが入れ替え戦に回る。

### 2013-2014・2014-2015シーズン
| 順位                  | 結果                              |
| --------------------- | --------------------------------- |
| トップリーグ13位      | トップチャレンジ1 4位と入れ替え戦 |
| トップリーグ14位      | トップチャレンジ1 3位と入れ替え戦 |
| トップリーグ15位      | トップチャレンジ1 2位と入れ替え戦 |
| トップリーグ16位      | 地域リーグへ自動降格              |
| トップチャレンジ1 1位 | トップリーグへ自動昇格            |
| トップチャレンジ1 2位 | トップリーグ15位と入れ替え戦      |
| トップチャレンジ1 3位 | トップリーグ14位と入れ替え戦      |
| トップチャレンジ1 4位 | トップリーグ13位と入れ替え戦      |

- トップリーグと地域リーグ間の入れ替え枠が見直され、自動昇降格枠「1」、入れ替え戦枠「3」に変更。トップリーグからの自動降格チームが16位のみとなり、13位～15位のチームは入れ替え戦に回る。チャレンジ1からの自動昇格は1位のみとなり、2位チームは入れ替え戦に回ることになった。

### 2015-2016シーズン
| 順位                  | 結果                              |
| --------------------- | --------------------------------- |
| トップリーグ13位      | トップチャレンジ1 4位と入れ替え戦 |
| トップリーグ14位      | トップチャレンジ1 3位と入れ替え戦 |
| トップリーグ15位      | トップチャレンジ1 2位と入れ替え戦 |
| トップリーグ16位      | トップチャレンジ1 1位と入れ替え戦 |
| トップチャレンジ1 1位 | トップリーグ16位と入れ替え戦      |
| トップチャレンジ1 2位 | トップリーグ15位と入れ替え戦      |
| トップチャレンジ1 3位 | トップリーグ14位と入れ替え戦      |
| トップチャレンジ1 4位 | トップリーグ13位と入れ替え戦      |

- 日程短縮、試合数減少に伴い自動昇降格はなし、入れ替え戦枠「4」に変更。

### 2016-2017シーズン
| 順位                  | 結果                              |
| --------------------- | --------------------------------- |
| トップリーグ13位      | トップチャレンジ1 4位と入れ替え戦 |
| トップリーグ14位      | トップチャレンジ1 3位と入れ替え戦 |
| トップリーグ15位      | トップチャレンジ1 2位と入れ替え戦 |
| トップリーグ16位      | 地域リーグへ自動降格              |
| トップチャレンジ1 1位 | トップリーグへ自動昇格            |
| トップチャレンジ1 2位 | トップリーグ15位と入れ替え戦      |
| トップチャレンジ1 3位 | トップリーグ14位と入れ替え戦      |
| トップチャレンジ1 4位 | トップリーグ13位と入れ替え戦      |

- 自動降格枠「1」、入れ替え戦枠「3」に戻る。

### 2017-2018シーズン
| 順位                       | 結果                                  |
| -------------------------- | ------------------------------------- |
| トップリーグ13位           | トップチャレンジリーグ4位と入れ替え戦 |
| トップリーグ14位           | トップチャレンジリーグ3位と入れ替え戦 |
| トップリーグ15位           | トップチャレンジリーグ2位と入れ替え戦 |
| トップリーグ16位           | トップチャレンジリーグへ自動降格      |
| トップチャレンジリーグ優勝 | トップリーグへ自動昇格                |
| トップチャレンジリーグ2位  | トップリーグ15位と入れ替え戦          |
| トップチャレンジリーグ3位  | トップリーグ14位と入れ替え戦          |
| トップチャレンジリーグ4位  | トップリーグ13位と入れ替え戦          |

- 「ジャパンラグビートップチャレンジリーグ」が創設されたためトップチャレンジは廃止。トップチャレンジリーグの1位が自動昇格、2位～4位のチームが入れ替え戦出場となる。トップリーグからは16位のチームがトップチャレンジリーグへの自動降格となり、13位～15位のチームが入れ替え戦に回る[34]。

### 2018-2019シーズン
| 順位                       | 結果                                   |
| -------------------------- | -------------------------------------- |
| トップリーグ13位           | トップチャレンジリーグ4位と入れ替え戦  |
| トップリーグ14位           | トップチャレンジリーグ3位と入れ替え戦  |
| トップリーグ15位           | トップチャレンジリーグ2位と入れ替え戦  |
| トップリーグ16位           | トップチャレンジリーグ優勝と入れ替え戦 |
| トップチャレンジリーグ優勝 | トップリーグ16位と入れ替え戦           |
| トップチャレンジリーグ2位  | トップリーグ15位と入れ替え戦           |
| トップチャレンジリーグ3位  | トップリーグ14位と入れ替え戦           |
| トップチャレンジリーグ4位  | トップリーグ13位と入れ替え戦           |

- ラグビーワールドカップによる日程短縮、試合数減少に伴い自動昇降格はなし、入れ替え戦枠「4」に変更。

### 2019-2020シーズン
- リーグ戦が新型コロナウイルス感染症の流行拡大に伴い中止となったため入れ替え戦は行われなかった。

## 参加チーム

### 最終シーズン（2020-2021シーズン）参加チーム
- 2018-2019シーズンの成績上位順に記載。太字は初年度（2003-2004）参加チーム。

| チーム名                                    | 創設年 | 参加シーズン                                               | 練習グラウンド   | 優勝回数 | 次年度リーグワン 参加ディビジョン | 備考 |
| ------------------------------------------- | ------ | ---------------------------------------------------------- | ---------------- | -------- | --------------------------------- | --- |
| 神戸製鋼コベルコスティーラーズ              | 1928年 | 2003-2004〜                                                | 兵庫県神戸市     | 2回      | DIVISION 1                        | 現・コベルコ神戸スティーラーズ プレーオフ進出回数：5回 |
| サントリーサンゴリアス                      | 1980年 | 2003-2004〜                                                | 東京都府中市     | 5回      | DIVISION 1                        | 現・東京サントリーサンゴリアス プレーオフ進出回数：8回 |
| ヤマハ発動機ジュビロ                        | 1984年 | 2003-2004〜                                                | 静岡県磐田市     | 0回      | DIVISION 1                        | 現・静岡ブルーレヴズ プレーオフ進出回数：3回 2004-2005までは「ヤマハ発動機（愛称：ジュビロ）」                                                                                 |
| トヨタ自動車ヴェルブリッツ                  | 1941年 | 2004-2005〜                                                | 愛知県豊田市     | 0回      | DIVISION 1                        | 現・トヨタヴェルブリッツ プレーオフ進出回数：5回 2003-2004は「トヨタ自動車ラグビー部」                                                                                         |
| NTTコミュニケーションズシャイニングアークス | 1976年 | 2010-2011〜                                                | 千葉県浦安市     | 0回      | DIVISION 1                        | プレーオフ進出回数：1回 2006-2007までは「NTT東日本ラグビー部」 リーグワン参入時に「NTTコミュニケーションズ シャイニングアークス東京ベイ浦安」へ改称し、2022年6月30日で活動終了 |
| パナソニック ワイルドナイツ                 | 1960年 | 2003-2004〜                                                | 群馬県太田市     | 5回      | DIVISION 1                        | 現・埼玉パナソニックワイルドナイツ プレーオフ進出回数：9回 2010-2011までは「三洋電機ワイルドナイツ」                                                                           |
| クボタスピアーズ                            | 1978年 | 2003-2004〜2010-2011、 2013-2014〜                         | 千葉県船橋市     | 0回      | DIVISION 1                        | 現・クボタスピアーズ船橋・東京ベイ |
| リコーブラックラムズ                        | 1953年 | 2003-2004〜2007-2008、 2009-2010〜                         | 東京都世田谷区   | 0回      | DIVISION 1                        | 現・リコーブラックラムズ東京 |
| ホンダヒート                                | 1960年 | 2009-2010、 2011-2012、 2015-2016〜2016-2017、 2018-2019〜 | 三重県鈴鹿市     | 0回      | DIVISION 2                        | 現・三重ホンダヒート |
| NECグリーンロケッツ                         | 1985年 | 2003-2004〜                                                | 千葉県我孫子市   | 0回      | DIVISION 1                        | 現・NECグリーンロケッツ東葛 プレーオフ進出回数：1回 |
| 東芝ブレイブルーパス                        | 1948年 | 2003-2004〜                                                | 東京都府中市     | 5回      | DIVISION 1                        | 現・東芝ブレイブルーパス東京 プレーオフ進出回数：10回 2005-2006までは「東芝府中ブレイブルーパス」                                                                              |
| キヤノンイーグルス                          | 1980年 | 2012-2013〜                                                | 東京都町田市     | 0回      | DIVISION 1                        | 現・横浜キヤノンイーグルス プレーオフ進出回数：1回 2010-2011までは「キヤノンラグビー部」                                                                                       |
| 宗像サニックスブルース                      | 1994年 | 2003-2004、 2005-2006〜2012-2013、 2014-2015、 2016-2017   | 福岡県宗像市     | 0回      | DIVISION 3                        | 2003-2004は「福岡サニックスボムズ」 2004-2005〜2013-2014までは「福岡サニックスブルース」 2022年5月31日活動休止                                                                 |
| 日野レッドドルフィンズ                      | 1950年 | 2018-2019〜                                                | 東京都日野市     | 0回      | DIVISION 2                        | 2017-2018までは「日野自動車レッドドルフィンズ」 |
| NTTドコモレッドハリケーンズ                 | 1994年 | 2011-2012〜2015-2016、 2017-2018、 2019-2020〜             | 大阪府大阪市     | 0回      | DIVISION 1                        | 現・レッドハリケーンズ大阪 2007-2008までは「NTTドコモ関西ラグビー部」 |
| 三菱重工相模原ダイナボアーズ                | 1971年 | 2007-2008、 2019-2020〜                                    | 神奈川県相模原市 | 0回      | DIVISION 2                        | 2006-2007までは「三菱重工相模原ラグビー部」 |

### 過去にトップリーグ参加実績のあるチーム
- 太字は初年度（2003-2004）参加チーム

トップチャレンジリーグへ降格
| チーム名                     | 創設年 | 参加シーズン                                | 練習グラウンド | 優勝回数 | 備考 |
| ---------------------------- | ------ | ------------------------------------------- | -------------- | -------- | --- |
| 近鉄ライナーズ               | 1929年 | 2003-2004〜2004-2005、 2008-2009〜2017-2018 | 大阪府東大阪市 | 0回      | 現・花園近鉄ライナーズ プレーオフ進出回数：1回 |
| 豊田自動織機シャトルズ       | 1984年 | 2010-2011、 2013-2014〜2018-2019            | 愛知県刈谷市   | 0回      | 現・豊田自動織機シャトルズ愛知 2009-2010までは「豊田自動織機ラグビー部」                                                                            |
| コカ・コーラレッドスパークス | 1966年 | 2006-2007〜2011-2012、 2013-2014〜2018-2019 | 福岡県福岡市   | 0回      | 2005-2006までは「コカ・コーラウエストジャパンラグビー部」 2006-2007〜2013-2014までは「コカ・コーラウエストレッドスパークス」 2021年12月31日活動終了 |

地域リーグへ降格
| チーム名                       | 創設年 | 参加シーズン                                | 降格先リーグ         | 練習グラウンド | 優勝回数 | 備考                                                                                     |
| ------------------------------ | ------ | ------------------------------------------- | -------------------- | -------------- | -------- | ---------------------------------------------------------------------------------------- |
| セコムラガッツ                 | 1985年 | 2003-2004、 2005-2006〜2006-2007            | トップイーストリーグ | 埼玉県狭山市   | 0回      |                                                                                          |
| ワールドファイティングブル     | 1984年 | 2003-2004〜2006-2007                        | トップウェスト       | 兵庫県神戸市   | 0回      | 2009年に休部。 現在は六甲SEA HAWKSと合併し「六甲ファイティングブル」としてクラブチーム化 |
| 日本IBMビッグブルー            | 1976年 | 2004-2005、 2006-2007〜2008-2009            | トップイーストリーグ | 千葉県八千代市 | 0回      | 2014-2015よりクラブチーム化 現・BIG BLUES八千代ベイ東京                                  |
| 横河武蔵野アトラスターズ       | 1946年 | 2008-2009                                   | トップイーストリーグ | 東京都武蔵野市 | 0回      | 2007-2008までは「横河電機ラグビー部」                                                    |
| 九州電力キューデンヴォルテクス | 1951年 | 2007-2008〜2009-2010、 2012-2013〜2013-2014 | トップキュウシュウ   | 福岡県福岡市   | 0回      | 2006-2007までは「九州電力ラグビー部」                                                    |

## 結果

### 歴代リーグ戦結果
- 順位は2012-2013シーズンまで、2016-2017シーズンからはリーグ戦での順位、2013-2014シーズン・2014-2015シーズンの1位〜3位はプレーオフ、5位以降は2ndステージの結果、2015-2016シーズンは順位決定戦の結果。
- 2012-2013シーズンまでの■色はリーグ優勝チーム（優勝チームは2005-2006シーズンまではリーグ戦の1位、2006-2007シーズン以降はプレーオフの勝者）。
- ■色は下位リーグ[38] への自動降格チーム、■は入れ替え戦の結果下位リーグ[38] への降格チーム、■は入れ替え戦出場チーム。

| 2003-2004 | 神戸製鋼     | 東芝府中     | ヤマハ発動機        | サントリー          | ワールド            | NEC                                | 三洋電機                           | クボタ                             | リコー                                                                | 近鉄                                                                  | セコム                                                                | サニックス                                                            | トップ8優勝チーム：NEC                                                |                                                                     |                                                                     |                                                                     |
| 2004-2005 | 東芝府中     | ヤマハ発動機 | NEC                 | トヨタ自動車        | 神戸製鋼            | クボタ                             | 三洋電機                           | サントリー                         | ワールド                                                              | リコー                                                                | 近鉄                                                                  | 日本IBM                                                               | トップ8優勝チーム：東芝府中                                           |                                                                     |                                                                     |                                                                     |
| 2005-2006 | 東芝府中     | 三洋電機     | NEC                 | トヨタ自動車        | 神戸製鋼            | サントリー                         | ヤマハ発動機                       | クボタ                             | ワールド                                                              | セコム                                                                | リコー                                                                | サニックス                                                            | トップ8優勝チーム：東芝府中                                           |                                                                     |                                                                     |                                                                     |
| シーズン  | 1位          | 2位          | 3位                 | 4位                 | 5位                 | 6位                                | 7位                                | 8位                                | 9位                                                                   | 10位                                                                  | 11位                                                                  | 12位                                                                  | 13位                                                                  | 14位                                                                |                                                                     |                                                                     |
| 2006-2007 | 東芝         | サントリー   | ヤマハ発動機        | トヨタ自動車        | 三洋電機            | 神戸製鋼                           | NEC                                | クボタ                             | サニックス                                                            | コカ・コーラウエスト                                                  | リコー                                                                | 日本IBM                                                               | セコム                                                                | ワールド                                                            |                                                                     |                                                                     |
| 2007-2008 | 三洋電機     | サントリー   | トヨタ自動車        | 東芝                | 神戸製鋼            | NEC                                | ヤマハ発動機                       | クボタ                             | コカ・コーラウエスト                                                  | 九州電力                                                              | 日本IBM                                                               | サニックス                                                            | リコー                                                                | 三菱重工相模原                                                      |                                                                     |                                                                     |
| 2008-2009 | 東芝         | 三洋電機     | サントリー          | 神戸製鋼            | NEC                 | クボタ                             | ヤマハ発動機                       | トヨタ自動車                       | 近鉄                                                                  | コカ・コーラウエスト                                                  | サニックス                                                            | 九州電力                                                              | 日本IBM                                                               | 横河武蔵野                                                          |                                                                     |                                                                     |
| 2009-2010 | 三洋電機     | サントリー   | 東芝                | トヨタ自動車        | 神戸製鋼            | クボタ                             | サニックス                         | コカ・コーラウエスト               | ヤマハ発動機                                                          | NEC                                                                   | 近鉄                                                                  | リコー                                                                | ホンダヒート                                                          | 九州電力                                                            |                                                                     |                                                                     |
| 2010-2011 | 東芝         | 三洋電機     | トヨタ自動車        | サントリー          | 神戸製鋼            | NEC                                | リコー                             | サニックス                         | 近鉄                                                                  | コカ・コーラウエスト                                                  | ヤマハ発動機                                                          | NTTコム                                                               | クボタ                                                                | 豊田自動織機                                                        |                                                                     |                                                                     |
| 2011-2012 | サントリー   | 東芝         | パナソニック        | NEC                 | 近鉄                | 神戸製鋼                           | リコー                             | ヤマハ発動機                       | NTTコム                                                               | トヨタ自動車                                                          | サニックス                                                            | NTTドコモ                                                             | ホンダヒート                                                          | コカ・コーラウエスト                                                |                                                                     |                                                                     |
| 2012-2013 | サントリー   | 東芝         | パナソニック        | 神戸製鋼            | トヨタ自動車        | ヤマハ発動機                       | 近鉄                               | NEC                                | NTTコム                                                               | リコー                                                                | キヤノン                                                              | 九州電力                                                              | NTTドコモ                                                             | サニックス                                                          |                                                                     |                                                                     |
| シーズン  | 優勝         | 2位          | 3位                 | 3位                 | 5位                 | 6位                                | 7位                                | 8位                                | 9位                                                                   | 10位                                                                  | 11位                                                                  | 12位                                                                  | 13位                                                                  | 14位                                                                | 15位                                                                | 16位                                                                |
| 2013-2014 | パナソニック | サントリー   | 神戸製鋼 東芝       | 神戸製鋼 東芝       | ヤマハ発動機        | トヨタ自動車                       | キヤノン                           | NEC                                | クボタ                                                                | 近鉄                                                                  | リコー                                                                | 豊田自動織機                                                          | NTTコム                                                               | コカ・コーラウエスト                                                | NTTドコモ                                                           | 九州電力                                                            |
| 2014-2015 | パナソニック | ヤマハ発動機 | 神戸製鋼 東芝       | 神戸製鋼 東芝       | サントリー          | トヨタ自動車                       | キヤノン                           | NTTコム                            | リコー                                                                | NEC                                                                   | NTTドコモ                                                             | 近鉄                                                                  | クボタ                                                                | コカ・コーラ                                                        | 豊田自動織機                                                        | サニックス                                                          |
| シーズン  | 優勝         | 2位          | 3位                 | 4位                 | 5位                 | 6位                                | 7位                                | 8位                                | 9位                                                                   | 10位                                                                  | 11位                                                                  | 12位                                                                  | 13位                                                                  | 14位                                                                | 15位                                                                | 16位                                                                |
| 2015-2016 | パナソニック | 東芝         | ヤマハ発動機        | 神戸製鋼            | トヨタ自動車        | キヤノン                           | 近鉄                               | NTTコム                            | サントリー                                                            | 豊田自動織機                                                          | ホンダヒート                                                          | クボタ                                                                | リコー                                                                | コカ・コーラ                                                        | NEC                                                                 | NTTドコモ                                                           |
| 2016-2017 | サントリー   | ヤマハ発動機 | パナソニック        | 神戸製鋼            | NTTコム             | リコー                             | キヤノン                           | トヨタ自動車                       | 東芝                                                                  | NEC                                                                   | サニックス                                                            | クボタ                                                                | 近鉄                                                                  | コカ・コーラ                                                        | 豊田自動織機                                                        | ホンダヒート                                                        |
| 2017-2018 | サントリー   | パナソニック | ヤマハ発動機        | トヨタ自動車        | 神戸製鋼            | 東芝                               | リコー                             | NEC                                | NTTコム                                                               | キヤノン                                                              | クボタ                                                                | 豊田自動織機                                                          | サニックス                                                            | コカ・コーラ                                                        | NTTドコモ                                                           | 近鉄                                                                |
| 2018-2019 | 神戸製鋼     | サントリー   | ヤマハ発動機        | トヨタ自動車        | NTTコム             | パナソニック                       | クボタ                             | リコー                             | ホンダヒート                                                          | NEC                                                                   | 東芝                                                                  | キヤノン                                                              | サニックス                                                            | 日野                                                                | 豊田自動織機                                                        | コカ・コーラ                                                        |
| 2019-2020 | 大会中止     | 大会中止     | 大会中止            | 大会中止            | 大会中止            | 大会中止                           | 大会中止                           | 大会中止                           | 大会中止                                                              | 大会中止                                                              | 大会中止                                                              | 大会中止                                                              | 大会中止                                                              | 大会中止                                                            | 大会中止                                                            | 大会中止                                                            |
| シーズン  | 優勝         | 2位          | 3位                 | 3位                 | 3位                 | 5位                                | 5位                                | 5位                                | 9位                                                                   | 9位                                                                   | 9位                                                                   | 9位                                                                   | 9位                                                                   | 17位                                                                | 17位                                                                | 17位                                                                |
| 2021      | パナソニック | サントリー   | トヨタ自動車 クボタ | トヨタ自動車 クボタ | トヨタ自動車 クボタ | 神戸製鋼 NTTドコモ キヤノン リコー | 神戸製鋼 NTTドコモ キヤノン リコー | 神戸製鋼 NTTドコモ キヤノン リコー | NTTコム 東芝 ヤマハ発動機 ホンダ 日野 三菱重工相模原 NEC 近鉄（TCL2） | NTTコム 東芝 ヤマハ発動機 ホンダ 日野 三菱重工相模原 NEC 近鉄（TCL2） | NTTコム 東芝 ヤマハ発動機 ホンダ 日野 三菱重工相模原 NEC 近鉄（TCL2） | NTTコム 東芝 ヤマハ発動機 ホンダ 日野 三菱重工相模原 NEC 近鉄（TCL2） | NTTコム 東芝 ヤマハ発動機 ホンダ 日野 三菱重工相模原 NEC 近鉄（TCL2） | サニックス 豊田自動織機（TCL1） コカコーラ（TCL3） 清水建設（TCL4） | サニックス 豊田自動織機（TCL1） コカコーラ（TCL3） 清水建設（TCL4） | サニックス 豊田自動織機（TCL1） コカコーラ（TCL3） 清水建設（TCL4） |

### 歴代自動昇降格・入れ替え戦結果
- 入れ替え戦の太字チームが次シーズントップリーグ所属、引き分けの場合は規定によりトップリーグ所属チームの残留。

| 2003-2004 | セコムラガッツ（11位）                       | トヨタ自動車 （トップチャレンジ1・1位）                         | リコーブラックラムズ（9位）                         | 31-13                    | 豊田自動織機 （トップチャレンジ2・1位）                   | 自動昇降格枠「2」 入れ替え戦枠「2」 |                          |                          |
| 2003-2004 | 福岡サニックスボムズ（12位）                 | 日本IBMビッグブルー （トップチャレンジ1・2位）                  | 近鉄ライナーズ（10位）                              | 47-24                    | 九州電力 （トップチャレンジ1・3位）                       | 自動昇降格枠「2」 入れ替え戦枠「2」 |                          |                          |
| 2004-2005 | 近鉄ライナーズ（11位）                       | 福岡サニックスボムズ （トップチャレンジ1・1位）                 | ワールドファイティングブル（9位）                   | 49-0                     | ホンダヒート （トップチャレンジ2・1位）                   | 自動昇降格枠「2」 入れ替え戦枠「2」 |                          |                          |
| 2004-2005 | 日本IBMビッグブルー（12位）                  | セコムラガッツ （トップチャレンジ1・2位）                       | リコーブラックラムズ（10位）                        | 42-7                     | 豊田自動織機 （トップチャレンジ1・3位）                   | 自動昇降格枠「2」 入れ替え戦枠「2」 |                          |                          |
| 2005-2006 | チーム数拡大に伴い 自動降格なし              | コカ・コーラウエストジャパン （トップチャレンジ1・1位）         | ワールドファイティングブル（9位）                   | 50-8                     | NTT東日本 （トップチャレンジ2・3位）                      | 入れ替え戦枠「4」                   |                          |                          |
| 2005-2006 | チーム数拡大に伴い 自動降格なし              | コカ・コーラウエストジャパン （トップチャレンジ1・1位）         | セコムラガッツ（10位）                              | 31-20                    | 九州電力 （トップチャレンジ2・2位）                       | 入れ替え戦枠「4」                   |                          |                          |
| 2005-2006 | チーム数拡大に伴い 自動降格なし              | 日本IBMビッグブルー （トップチャレンジ1・2位）                  | リコーブラックラムズ（11位）                        | 34-20                    | ホンダヒート （トップチャレンジ2・1位）                   | 入れ替え戦枠「4」                   |                          |                          |
| 2005-2006 | チーム数拡大に伴い 自動降格なし              | 日本IBMビッグブルー （トップチャレンジ1・2位）                  | 福岡サニックスブルース（12位）                      | 46-20                    | 近鉄ライナーズ （トップチャレンジ1・3位）                 | 入れ替え戦枠「4」                   |                          |                          |
| 2006-2007 | セコムラガッツ（13位）                       | 九州電力 （トップチャレンジ1・1位）                             | リコーブラックラムズ（11位）                        | 43-24                    | ホンダヒート （トップチャレンジ2・1位）                   | 自動昇降格枠「2」 入れ替え戦枠「2」 |                          |                          |
| 2006-2007 | ワールドファイティングブル（14位）           | 三菱重工相模原 （トップチャレンジ1・2位）                       | 日本IBMビッグブルー（12位）                         | 29-29                    | 近鉄ライナーズ （トップチャレンジ1・3位）                 | 自動昇降格枠「2」 入れ替え戦枠「2」 |                          |                          |
| 2007-2008 | リコーブラックラムズ（13位）                 | 近鉄ライナーズ （トップチャレンジ1・1位）                       | 日本IBMビッグブルー（11位）                         | 20-17                    | ワールドファイティングブル （トップチャレンジ2・1位）     | 自動昇降格枠「2」 入れ替え戦枠「2」 |                          |                          |
| 2007-2008 | 三菱重工相模原ダイナボアーズ（14位）         | 横河電機 （トップチャレンジ1・2位）                             | 福岡サニックスブルース（12位）                      | 79-10                    | マツダブルーズーマーズ （トップチャレンジ1・3位）         | 自動昇降格枠「2」 入れ替え戦枠「2」 |                          |                          |
| 2008-2009 | 日本IBMビッグブルー（13位）                  | リコーブラックラムズ （トップチャレンジ1・1位）                 | 福岡サニックスブルース（11位）                      | 38-22                    | 豊田自動織機 （トップチャレンジ2・1位）                   | 自動昇降格枠「2」 入れ替え戦枠「2」 |                          |                          |
| 2008-2009 | 横河武蔵野アトラスターズ（14位）             | ホンダヒート （トップチャレンジ1・2位）                         | 九州電力キューデンヴォルテクス（12位）              | 31-10                    | マツダブルーズーマーズ （トップチャレンジ1・3位）         | 自動昇降格枠「2」 入れ替え戦枠「2」 |                          |                          |
| 2009-2010 | ホンダヒート（13位）                         | NTTコミュニケーションズ （トップチャレンジ1・1位）              | 近鉄ライナーズ（11位）                              | 28-8                     | 横河武蔵野アトラスターズ （トップチャレンジ2・1位）       | 自動昇降格枠「2」 入れ替え戦枠「2」 |                          |                          |
| 2009-2010 | 九州電力キューデンヴォルテクス（14位）       | 豊田自動織機 （トップチャレンジ1・2位）                         | リコーブラックラムズ（トップリーグ12位）            | 59-12                    | マツダブルーズーマーズ （トップチャレンジ1・3位）         | 自動昇降格枠「2」 入れ替え戦枠「2」 |                          |                          |
| 2010-2011 | クボタスピアーズ（13位）                     | NTTドコモレッドハリケーンズ （トップチャレンジ1・1位）          | ヤマハ発動機ジュビロ（11位）                        | 12-10                    | 九州電力キューデンヴォルテクス （トップチャレンジ1・4位） | 自動昇降格枠「2」 入れ替え戦枠「2」 |                          |                          |
| 2010-2011 | 豊田自動織機シャトルズ（14位）               | ホンダヒート （トップチャレンジ1・2位）                         | NTTコミュニケーションズシャイニングアークス（12位） | 31-19                    | キヤノン （トップチャレンジ1・3位）                       | 自動昇降格枠「2」 入れ替え戦枠「2」 |                          |                          |
| 2011-2012 | ホンダヒート（13位）                         | キヤノンイーグルス （トップチャレンジ1・1位）                   | 福岡サニックスブルース（11位）                      | 39-17                    | 豊田自動織機シャトルズ （トップチャレンジ1・4位）         | 自動昇降格枠「2」 入れ替え戦枠「2」 |                          |                          |
| 2011-2012 | コカ・コーラウエストレッドスパークス（14位） | 九州電力キューデンヴォルテクス （トップチャレンジ1・2位）       | NTTドコモレッドハリケーンズ（12位）                 | 29-27                    | クボタスピアーズ （トップチャレンジ1・3位）               | 自動昇降格枠「2」 入れ替え戦枠「2」 |                          |                          |
| 2012-2013 | チーム数拡大に伴い 自動降格なし              | コカ・コーラウエストレッドスパークス （トップチャレンジ1・1位） | NTTドコモレッドハリケーンズ（13位）                 | 24-21                    | 三菱重工相模原ダイナボアーズ （トップチャレンジ1・4位）   | 入れ替え戦枠「2」                   |                          |                          |
| 2012-2013 | チーム数拡大に伴い 自動降格なし              | クボタスピアーズ （トップチャレンジ1・2位）                     | 福岡サニックスブルース（14位）                      | 28-34                    | 豊田自動織機シャトルズ （トップチャレンジ1・3位）         | 入れ替え戦枠「2」                   |                          |                          |
| 2013-2014 | 九州電力キューデンヴォルテクス（16位）       | 福岡サニックスブルース （トップチャレンジ1・1位）               | NTTコミュニケーションズシャイニングアークス（13位） | 59-7                     | 横河武蔵野アトラスターズ （トップチャレンジ1・4位）       | 自動昇降格枠「1」 入れ替え戦枠「3」 |                          |                          |
| 2013-2014 | 九州電力キューデンヴォルテクス（16位）       | 福岡サニックスブルース （トップチャレンジ1・1位）               | コカ・コーラウエストレッドスパークス（14位）        | 22-17                    | 三菱重工相模原ダイナボアーズ （トップチャレンジ1・3位）   | 自動昇降格枠「1」 入れ替え戦枠「3」 |                          |                          |
| 2013-2014 | 九州電力キューデンヴォルテクス（16位）       | 福岡サニックスブルース （トップチャレンジ1・1位）               | NTTドコモレッドハリケーンズ（15位）                 | 41-29                    | ホンダヒート （トップチャレンジ1・2位）                   | 自動昇降格枠「1」 入れ替え戦枠「3」 |                          |                          |
| 2014-2015 | 宗像サニックスブルース（16位）               | ホンダヒート （トップチャレンジ1・1位）                         | クボタスピアーズ（13位）                            | 34-5                     | 釜石シーウェイブスRFC （トップチャレンジ1・4位）          | 自動昇降格枠「1」 入れ替え戦枠「3」 |                          |                          |
| 2014-2015 | 宗像サニックスブルース（16位）               | ホンダヒート （トップチャレンジ1・1位）                         | コカ・コーラレッドスパークス（14位）                | 53-8                     | 九州電力キューデンヴォルテクス （トップチャレンジ1・3位） | 自動昇降格枠「1」 入れ替え戦枠「3」 |                          |                          |
| 2014-2015 | 宗像サニックスブルース（16位）               | ホンダヒート （トップチャレンジ1・1位）                         | 豊田自動織機シャトルズ（15位）                      | 53-7                     | 三菱重工相模原ダイナボアーズ （トップチャレンジ1・2位）   | 自動昇降格枠「1」 入れ替え戦枠「3」 |                          |                          |
| 2015-2016 | リーグ短縮日程に伴い 自動降格なし            | 自動昇格なし                                                    | リコーブラックラムズ（13位）                        | 76-0                     | 大阪府警察 （トップチャレンジ1・4位）                     | 入れ替え戦枠「4」                   |                          |                          |
| 2015-2016 | リーグ短縮日程に伴い 自動降格なし            | 自動昇格なし                                                    | コカ・コーラレッドスパークス（14位）                | 14-14                    | 九州電力キューデンヴォルテクス （トップチャレンジ1・3位） | 入れ替え戦枠「4」                   |                          |                          |
| 2015-2016 | リーグ短縮日程に伴い 自動降格なし            | 自動昇格なし                                                    | NECグリーンロケッツ（15位）                         | 17-3                     | 三菱重工相模原ダイナボアーズ （トップチャレンジ1・2位）   | 入れ替え戦枠「4」                   |                          |                          |
| 2015-2016 | リーグ短縮日程に伴い 自動降格なし            | 自動昇格なし                                                    | NTTドコモレッドハリケーンズ（16位）                 | 15-19                    | 宗像サニックスブルース （トップチャレンジ1・1位）         | 入れ替え戦枠「4」                   |                          |                          |
| 2016-2017 | ホンダヒート（16位）                         | NTTドコモレッドハリケーンズ （トップチャレンジ1・1位）          | 近鉄ライナーズ（13位）                              | 47-0                     | 九州電力キューデンヴォルテクス （トップチャレンジ1・4位） | 自動昇降格枠「1」 入れ替え戦枠「3」 |                          |                          |
| 2016-2017 | ホンダヒート（16位）                         | NTTドコモレッドハリケーンズ （トップチャレンジ1・1位）          | コカ・コーラレッドスパークス（14位）                | 32-22                    | 日野自動車レッドドルフィンズ （トップチャレンジ1・3位）   | 自動昇降格枠「1」 入れ替え戦枠「3」 |                          |                          |
| 2016-2017 | ホンダヒート（16位）                         | NTTドコモレッドハリケーンズ （トップチャレンジ1・1位）          | 豊田自動織機シャトルズ（15位）                      | 33-21                    | 三菱重工相模原ダイナボアーズ （トップチャレンジ1・2位）   | 自動昇降格枠「1」 入れ替え戦枠「3」 |                          |                          |
| シーズン  | 自動昇降格                                   | 自動昇降格                                                      | 入れ替え戦                                          | 入れ替え戦               | 入れ替え戦                                                | 枠数                                |                          |                          |
| シーズン  | トップリーグ                                 | トップチャレンジリーグ                                          | トップリーグ                                        | 結果                     | トップチャレンジリーグ                                    | 枠数                                |                          |                          |
| 2017-2018 | 近鉄ライナーズ（16位）                       | ホンダヒート（1位）                                             | 宗像サニックスブルース（13位）                      | 40-21                    | 九州電力キューデンヴォルテクス（4位）                     | 自動昇降格枠「1」 入れ替え戦枠「3」 |                          |                          |
| 2017-2018 | 近鉄ライナーズ（16位）                       | ホンダヒート（1位）                                             | コカ・コーラレッドスパークス（14位）                | 27-27                    | 三菱重工相模原ダイナボアーズ（3位）                       | 自動昇降格枠「1」 入れ替え戦枠「3」 |                          |                          |
| 2017-2018 | 近鉄ライナーズ（16位）                       | ホンダヒート（1位）                                             | NTTドコモレッドハリケーンズ（15位）                 | 17-20                    | 日野自動車レッドドルフィンズ（2位）                       | 自動昇降格枠「1」 入れ替え戦枠「3」 |                          |                          |
| 2018-2019 | リーグ短縮日程に伴い 自動降格なし            | 自動昇格なし                                                    | 宗像サニックスブルース（13位）                      | 75-0                     | 栗田工業ウォーターガッシュ（4位）                         | 入れ替え戦枠「4」                   |                          |                          |
| 2018-2019 | リーグ短縮日程に伴い 自動降格なし            | 自動昇格なし                                                    | 日野レッドドルフィンズ（14位）                      | 21-11                    | 近鉄ライナーズ（3位）                                     | 入れ替え戦枠「4」                   |                          |                          |
| 2018-2019 | リーグ短縮日程に伴い 自動降格なし            | 自動昇格なし                                                    | 豊田自動織機シャトルズ（15位）                      | 7-31                     | 三菱重工相模原ダイナボアーズ（2位）                       | 入れ替え戦枠「4」                   |                          |                          |
| 2018-2019 | リーグ短縮日程に伴い 自動降格なし            | 自動昇格なし                                                    | コカ・コーラレッドスパークス（16位）                | 24-33                    | NTTドコモレッドハリケーンズ（1位）                        | 入れ替え戦枠「4」                   |                          |                          |
| 2019-2020 | 大会中止に伴い昇降格なし                     | 大会中止に伴い昇降格なし                                        | 大会中止に伴い昇降格なし                            | 大会中止に伴い昇降格なし | 大会中止に伴い昇降格なし                                  | 大会中止に伴い昇降格なし            | 大会中止に伴い昇降格なし | 大会中止に伴い昇降格なし |

## 通算成績

### レギュラーシーズン
| チーム名                                    | 初出場    | 最終      | 在 | 試  | 勝  | 分 | 敗  | 得   | 失   | 差    | 勝点 |
| ------------------------------------------- | --------- | --------- | -- | --- | --- | -- | --- | ---- | ---- | ----- | ---- |
| サントリーサンゴリアス                      | 2003-2004 | 2021      | 18 | 201 | 162 | 3  | 36  | 7387 | 3836 | 3551  | 807  |
| パナソニックワイルドナイツ                  | 2003-2004 | 2021      | 18 | 201 | 161 | 5  | 35  | 7805 | 3696 | 4109  | 805  |
| 東芝ブレイブルーパス                        | 2003-2004 | 2021      | 18 | 201 | 145 | 2  | 54  | 6806 | 4033 | 2773  | 746  |
| 神戸製鋼コベルコスティーラーズ              | 2003-2004 | 2021      | 18 | 201 | 131 | 7  | 63  | 6262 | 4562 | 1700  | 683  |
| ヤマハ発動機ジュビロ                        | 2003-2004 | 2021      | 18 | 201 | 125 | 8  | 68  | 6119 | 4442 | 1677  | 650  |
| トヨタ自動車ヴェルブリッツ                  | 2004-2005 | 2021      | 17 | 190 | 121 | 5  | 64  | 5619 | 4111 | 1508  | 613  |
| NECグリーンロケッツ                         | 2003-2004 | 2021      | 18 | 201 | 100 | 4  | 97  | 4935 | 5014 | -79   | 515  |
| クボタスピアーズ                            | 2003-2004 | 2021      | 16 | 175 | 78  | 6  | 91  | 4118 | 4654 | -536  | 408  |
| リコーブラックラムズ                        | 2003-2004 | 2021      | 17 | 188 | 75  | 2  | 111 | 4345 | 5284 | -939  | 404  |
| 近鉄ライナーズ                              | 2003-2004 | 2017-2018 | 12 | 150 | 61  | 1  | 88  | 3409 | 4329 | -920  | 330  |
| NTTコミュニケーションズシャイニングアークス | 2010-2011 | 2021      | 11 | 116 | 52  | 3  | 61  | 2741 | 3027 | -286  | 276  |
| 宗像サニックスブルース                      | 2003-2004 | 2021      | 15 | 169 | 41  | 2  | 126 | 3244 | 6090 | -2846 | 235  |
| コカ・コーラレッドスパークス                | 2006-2007 | 2018-2019 | 12 | 148 | 37  | 1  | 110 | 2877 | 4936 | -2059 | 212  |
| キヤノンイーグルス                          | 2012-2013 | 2021      | 9  | 89  | 35  | 1  | 53  | 2033 | 2442 | -409  | 188  |
| NTTドコモレッドハリケーンズ                 | 2011-2012 | 2021      | 8  | 81  | 24  | 2  | 55  | 1735 | 2606 | -871  | 133  |
| 豊田自動織機シャトルズ                      | 2010-2011 | 2018-2019 | 7  | 83  | 20  | 0  | 63  | 1702 | 2726 | -1024 | 114  |
| ワールドファイティングブル                  | 2003-2004 | 2006-2007 | 4  | 46  | 16  | 1  | 29  | 956  | 1332 | -376  | 82   |
| 九州電力キューデンヴォルテクス              | 2007-2008 | 2013-2014 | 5  | 66  | 11  | 0  | 55  | 1302 | 2446 | -1144 | 71   |
| Honda HEAT                                  | 2009-2010 | 2021      | 7  | 62  | 8   | 2  | 52  | 1194 | 2228 | -1034 | 55   |
| 日本IBMビッグブルー                         | 2004-2005 | 2008-2009 | 4  | 50  | 7   | 2  | 41  | 962  | 1853 | -891  | 54   |
| セコムラガッツ                              | 2003-2004 | 2006-2007 | 3  | 35  | 7   | 0  | 28  | 775  | 1335 | -560  | 44   |
| 日野レッドドルフィンズ                      | 2018-2019 | 2021      | 3  | 13  | 2   | 0  | 11  | 213  | 499  | -286  | 13   |
| 三菱重工相模原ダイナボアーズ                | 2007-2008 | 2021      | 3  | 20  | 1   | 1  | 18  | 305  | 1019 | -714  | 9    |
| 横河武蔵野アトラスターズ                    | 2008-2009 | 2008-2009 | 1  | 13  | 1   | 0  | 12  | 230  | 574  | -344  | 8    |

- 2022シーズンはリーグワン・ディビジョン1に所属
- 2022シーズンはリーグワン・ディビジョン2に所属
- 2022シーズンはリーグワン・ディビジョン3に所属
- セコムラガッツ、横河武蔵野アトラスターズは2021-2022シーズンはトップイースト-A（4部相当）に所属
- 日本IBMビッグブルー（現・BIG BLUES）は2021-2022シーズンはトップイースト-B（5部相当）に所属
- コカ・コーラレッドスパークスは2021シーズン（トップチャレンジリーグ）を最後に活動終了
- ワールドファイティングブルは2009年に六甲クラブに統合されチーム消滅

### プレーオフ
- 2018-2019シーズン終了時点
- 順位決定戦を含む

| チーム名                          | 試合 | 勝利 | 敗戦 |
| --------------------------------- | ---- | ---- | ---- |
| 東芝府中/東芝                     | 30   | 20   | 10   |
| サントリー                        | 27   | 18   | 9    |
| 三洋電機/パナソニック             | 27   | 16   | 11   |
| 神戸製鋼                          | 17   | 8    | 9    |
| ヤマハ発動機                      | 16   | 8    | 8    |
| NEC                               | 15   | 7    | 8    |
| トヨタ自動車                      | 15   | 4    | 11   |
| クボタ                            | 12   | 4    | 8    |
| NTTコミュニケーションズ           | 8    | 4    | 4    |
| キヤノン                          | 8    | 4    | 4    |
| リコー                            | 8    | 3    | 5    |
| コカ・コーラウエスト/コカ・コーラ | 8    | 2    | 6    |
| 豊田自動織機                      | 8    | 2    | 6    |
| ホンダ                            | 6    | 5    | 1    |
| 福岡サニックス/宗像サニックス     | 5    | 4    | 1    |
| NTTドコモ                         | 5    | 1    | 4    |
| 近鉄                              | 5    | 1    | 4    |
| 日野                              | 3    | 1    | 2    |
| ワールド                          | 1    | 0    | 1    |

### チーム別優勝回数
| チーム名                       | 優勝 | 準優 | 優勝シーズン                                          | 準優勝シーズン                                                   |
| ------------------------------ | ---- | ---- | ----------------------------------------------------- | ---------------------------------------------------------------- |
| パナソニックワイルドナイツ     | 5回  | 6回  | 2010-2011, 2013-2014, 2014-2015, 2015-2016, 2021      | 2005-2006, 2007-2008, 2008-2009, 2009-2010, 2011-2012, 2017-2018 |
| サントリーサンゴリアス         | 5回  | 5回  | 2007-2008, 2011-2012, 2012-2013, 2016-2017, 2017-2018 | 2006-2007, 2010-2011, 2013-2014, 2018-2019, 2021                 |
| 東芝ブレイブルーパス           | 5回  | 3回  | 2004-2005, 2005-2006, 2006-2007, 2008-2009, 2009-2010 | 2003-2004, 2012-2013, 2015-2016                                  |
| 神戸製鋼コベルコスティーラーズ | 2回  | -    | 2003-2004, 2018-2019                                  | -                                                                |
| ヤマハ発動機ジュビロ           | -    | 3回  | -                                                     | 2004-2005, 2014-2015, 2016-2017                                  |

## 各種タイトル
トップリーグ規程の表彰懲罰規則によって各種タイトルが表彰される。
- MVP（優勝チームの最優秀選手、日本協会内に設置する選考委員会にて選出）
- プレーオフトーナメントMVP（プレーオフを制したチームの最優秀選手）[40]
- 新人賞はシーズン（トップリーグ、マイクロソフトカップ）を通じて活躍した新人選手が表彰対象[41]
- 得点王（トライ・ゴールの総得点が最も多かった選手）
- 最多トライゲッター（トライ数が最も多かった選手）
- ベストキッカー（コンバージョンおよびペナルティーゴールの回数が55回以上の選手のうち、最も成功率の高い選手）[42]
- ベストフィフティーン（トップリーグコミッティーが定めた方法により選出）
- ベストホイッスル（トップリーグで最もいい判断をしたと思われる審判）

## トップリーグオールスター
2007-2008年度まではオールスターゲームと言えるものは行っていなかったが、2008-2009年度の初頭に、『ラグビーによる社会貢献』を旗印にトップリーグ所属各チームの選手代表者が集まって「トップリーグキャプテン会議」が発足。その活動の一環として、2009年3月8日に近鉄花園ラグビー場においてトップリーグ初のオールスターゲームである「トップリーグオールスター FOR ALLチャリティーマッチ」が開催された。
2014-15年度までは、原則としてトップリーグのホームタウン別、あるいは順位別、年齢別、レギュラーシーズンのグループ別などによって構成された2チームの対戦だったが、2015-16年度からは2016-17年度、スーパーラグビーに参加するサンウルブズの壮行試合を兼ねて、サンウルブズとトップリーグ全16球団の選抜チームの対戦として開催されていた。2018-2019年度はバローグループ presents 日仏ラグビーチャリティマッチ2019〜FOR ALL 復興〜としてトップリーグ選抜対トップ14ASMクレルモン・オーヴェルニュが行われた。

### 結果
| 回 | 日程           | 会場                                                  | Host                           | 結果  | Visitor                        | マンオブザマッチ                                                                   | 観客数  | 備考                                             |
| -- | -------------- | ----------------------------------------------------- | ------------------------------ | ----- | ------------------------------ | ---------------------------------------------------------------------------------- | ------- | ------------------------------------------------ |
| 1  | 2009年 3月8日  | 近鉄花園ラグビー場                                    | FOR ALL WEST                   | 55-87 | FOR ALL EAST                   | 小野澤宏時（サントリーサンゴリアス）                                               | 5271人  | トップリーグ史上初のオールスター                 |
| 2  | 2010年 3月7日  | 東平尾公園博多の森球技場 （レベルファイブスタジアム） | FOR ALL ORANGE ALLSTARS        | 45-40 | FOR ALL GREEN ALLSTARS         | 元木由記雄（神戸製鋼コベルコスティーラーズ）                                       | 7307人  | 元木由記雄,田沼広之引退試合                      |
| 3  | 2011年 3月6日  | 名古屋市瑞穂公園ラグビー場                            | FOR ALL ORANGE ALLSTARS        | 70-52 | FOR ALL GREEN ALLSTARS         | 水野弘貴(トヨタ自動車ヴェルブリッツ)                                               | 4042人  | 大畑大介,山口智史引退試合                        |
| 4  | 2012年 3月25日 | 仙台スタジアム （ユアテックスタジアム仙台）           | FOR ALL ORANGE ALLSTARS        | 50-73 | FOR ALL GREEN ALLSTARS         | 友井川拓(NTTコミュニケーションズシャイニングアークス)                              | 4273人  | 相田真治レフリー引退試合                         |
| 5  | 2013年 3月3日  | 紀三井寺運動公園陸上競技場                            | トップリーグシニアハートチーム | 67-62 | トップリーグヤングスターチーム | タウファ統悦(近鉄ライナーズ)                                                       | 5290人  |                                                  |
| 6  | 2015年 3月8日  | 岐阜メモリアルセンター長良川競技場                    | FOR ALL ORANGE                 | 48-39 | FOR ALL GREEN                  | 五郎丸歩(ヤマハ発動機ジュビロ)                                                     | 5382人  | 西浦達吉,遠藤幸佑引退試合 箕内拓郎引退セレモニー |
| 7  | 2016年 2月13日 | 豊田スタジアム                                        | トップリーグXV                 | 24-52 | サンウルブズ                   | トゥシ・ピシ(サンウルブズ)                                                         | 10438人 | サンウルブズ強化試合 大西将太郎引退試合          |
| 8  | 2017年 2月18日 | ミクニワールドスタジアム北九州                        | サンウルブズ                   | 24-12 | トップリーグオールスターズ     | 山田章仁(パナソニックワイルドナイツ)                                               | 11577人 | ミクニワールドスタジアム北九州こけら落とし       |
| 9  | 2019年 2月2日  | 岐阜メモリアルセンター長良川競技場                    | ASMクレルモン・オーヴェルニュ  | 50-29 | トップリーグ選抜               | 尾崎晟也(サントリーサンゴリアス) シャルリ・カッサン(ASMクレルモン・オーヴェルニュ) | 7,585人 |                                                  |

## 放送について
NHKや民放主要ネットワークは、初年度の開幕戦を除き全国放送を行っていない。
一方、BSスポーツ専門局J SPORTSは、開幕当初から、注目カードの生中継を中心に毎節4試合以上、開幕節・プレーオフは全試合中継を行っていた。
2006-2007シーズンはJ SPORTSにて開幕戦および最終戦、マイクロソフトカップは全試合、それ以外は毎節2試合以上中継。マイクロソフトカップ決勝戦はテレビ朝日やBS朝日で録画中継された。なお、関西ローカルのみでABCラジオでも中継されたが、こちらは生中継であった。
2013-14シーズンはプレーオフではアフリカを放送地域とするスポーツ専門局Supersportと中東に放送地域とするOrbit Showtime Networkで生中継された。
2016-17シーズンはNHKがBS1で初年度以来、開幕戦パナソニックワイルドナイツ対ヤマハ発動機ジュビロを生中継した。また、J SPORTSが全120試合を中継し、毎節ハイライト番組も放送する。更に当シーズンよりスポーツライブストリーミングサービスDAZN（ダ・ゾーン）にて全120試合ライブ配信される。内容は、JSPORTSと同様の映像が使用される。
ヤマハ発動機ジュビロ戦は静岡放送で適宜中継。2007-2008シーズンからは主に九州電力キューデンヴォルテクス戦を福岡放送が福岡ローカルで録画中継を行っている。また神戸製鋼コベルコスティーラーズ戦は毎日放送とABCテレビが関西ローカルで録画中継を行っている。
テレビ神奈川(tvk)は「tvkラグビー中継」として、神奈川・東京での試合の一部を放送。
2019-20シーズンは、BS日テレとBSテレ東でも試合の一部を放送する。
2021シーズンはAbemaTVでも毎節中継がある。

### 男子の公式戦
- 日本ラグビーフットボール選手権大会 （現在の日本の社会人ラグビーチームの王者を決定する大会）
- 全国社会人ラグビーフットボール大会（かつて日本の社会人ラグビーチームの王者を決定した大会）

### 女子の公式戦
- 全国女子ラグビーフットボール選手権大会
- 全国女子ラグビーフットボール交流大会

### 参考
- 日本ラグビーフットボール協会
- 日本トップリーグ連携機構
- 日本のラグビーユニオン
- 東日本社会人リーグ（かつての東北・関東地域のリーグ）
- 関西社会人リーグ（かつての関西地域のリーグ）
- 西日本社会人リーグ（かつての四国・九州地域のリーグ）
- ジャパンラグビートップチャレンジリーグ
- 地域リーグ (ラグビー)
  - トップウェスト（関西地域の地域リーグ）
  - トップキュウシュウ（中国・九州地域の地域リーグ）
  - トップイーストリーグ（東北・関東地域の地域リーグ）
  - 関東社会人リーグ (ラグビー)（トップイーストリーグの下部リーグ）
- トップノース